# 澳門巴士5X路線
澳門巴士5X路線是由新福利經營，往返青洲坊和皇朝的巴士路線。

## 簡介及歷史
- 2009年4月27日，配合交通事務局實施第二階段巴士路線調整，本線開設，由新福利營運。服務時間為星期一至六07:30-09:00，班距15-20分鐘，由「關閘總站」開往「亞馬喇前地」。[1]

- 2010年12月8日，配合高士德大馬路下水道重整工程，本線取消途經高士德大馬路，改經美副將大馬路。

- 2011年8月1日，起點站遷移至“市政狗房”站，並調整服務時間為星期一至六07:00-09:00，班距6分鐘。

- 2011年8月28日，配合巴士站分流，取消停靠「約翰四世大馬路」站。[2]

- 2016年1月16日，本線延長至筷子基北灣，取消行經羅理基至亞馬喇前地路段，改經澳門文化中心、皇朝、北京街。延長服務時間為星期一至六06:30-10:00、16:30-19:30，並加密班距為5-8分鐘，同時由單向線改為循環線。[3]

- 2016年8月20日，新增停靠「羅理基／馬六甲街」站。[4]

- 2016年11月9日，服務時間調整為星期一至六07:00-09:30、17:00-19:30，星期一至五班距5-10分鐘，星期六班距12-15分鐘。[5]

- 2017年4月10日，本線由原於星期日及公眾假日停駛，調整為星期日及強制性假日停駛。[6]

- 2017年12月20日，新增停靠「勵庭海景酒店」站。

- 2019年7月27日起，“十月一日前地”站改名為“十月一號前地”。

- 2020年2月5日，因應COVID-19疫情持續，本線暫停營運。[7]
- 2020年3月2日，因應社會陸續恢復營運，本線恢復營運，以疏導尖峰時段客流。[8]

- 2020年7月10日，服務時間調整為星期一至五07:00-09:00、17:00-19:30。例假日及公眾假期停駛。

- 2021年1月4日，服務時間恢復為星期一至五07:00-09:30、17:00-19:30，例假日及公眾假期維持停駛。

- 2021年8月7日，為配合青茂口岸即將啟用，本線總站調整至青洲坊總站。[9] [10]

- 2022年5月28日起，「筷子基社屋」站更名為「俾若翰街／綠楊花園」。[11]

- 2022年6月20日至6月25日，因應北京街鋪路工程，暫不停靠“北京街／假日酒店”。[12]

- 2022年7月11日至17日，因實施「全澳相對靜止管理」措施，本線暫停營運。[13]

- 2022年7月18日至22日，因宣佈延長“相對靜止管理”措施，本線維持上述措施。[14]

- 2022年7月23日起，因“相對靜止管理”結束，本線恢復營運。[15]

- 2022年12月3日起，受外港新填海區12地段公共辦公大樓建造工程開展影響，永久取消停靠「新口岸／馬德里街」站。[16][17]

## 使用車輛
在2011年7月31日前，本線常見的車款如下：
- Dennis Dart
- MAN 13.230
- 金龍XMQ6103G
- 蘇州金龍KLQ6930G
- 蘇州金龍KLQ6101G
- 蘇州金龍KLQ6126G

在2011年7月31日後，本線常見的車款如下：
- 蘇州金龍KLQ6108GQ30
- 蘇州金龍KLQ6108GQ28

2022年7月1日起：
- 蘇州金龍KLQ6108GQ30

2022年10月10日起：
- 蘇州金龍KLQ6108GQ30
- 蘇州金龍KLQ6108GQ28

2022年10月31日起：
- 蘇州金龍KLQ6108GQ30

2023年1月3日起：
- 蘇州金龍KLQ6108GQ30
- 蘇州金龍KLQ6108GQ28

2023年2月2日起：
- 蘇州金龍KLQ6108GQ30
- 蘇州金龍KLQ6108GQ28
- 蘇州金龍KLQ6108GQE5

2023年2月27日起：
- 蘇州金龍KLQ6108GQ28E4
- 蘇州金龍KLQ6108GQE5

2023年3月14日起：
- 蘇州金龍KLQ6108GQ28
- 蘇州金龍KLQ6108GQ28E4
- 蘇州金龍KLQ6108GQE5

2023年3月22日起：
- 蘇州金龍KLQ6108GQ28E4
- 蘇州金龍KLQ6108GQE5
- 蘇州金龍KLQ6960GQE5

2023年3月24日起：
- 蘇州金龍KLQ6108GQE5
- 蘇州金龍KLQ6960GQE5
- 蘇州金龍KLQ6106GHEV

2023年4月13日起：
- 蘇州金龍KLQ6108GQE5
- 蘇州金龍KLQ6960GQE5
- 蘇州金龍KLQ6106GHEV
- 蘇州金龍KLQ6108GQ28E4

2023年4月20日起：
- 蘇州金龍KLQ6108GQE5
- 蘇州金龍KLQ6960GQE5
- 蘇州金龍KLQ6106GHEV

2024年1月起：
- 蘇州金龍KLQ6108GQ28E4
- 蘇州金龍KLQ6106GHEV
- 蘇州金龍KLQ6106GHEV1

2024年11月18日起：
- 蘇州金龍KLQ6106GHEV2

2025年1月起：
- 蘇州金龍KLQ6106GHEV1
- 蘇州金龍KLQ6106GHEV2

## 電牌
| 往中區方向                  | 往中區方向      | 往中區方向 |
| 日期                        | 頭牌            | 圖例       |
| --------------------------- | --------------- | ---------- |
| 2011年8月1日前              | 亞馬喇前地 葡京 |            |
| 2011年8月1日至2016年1月16日 | 亞馬喇前地      |            |
| 2016年1月16日後             | 皇朝            |            |
| 往北區方向                  |                 |            |
| 日期                        | 頭牌            | 圖例       |
| 2016年1月16日至2021年8月6日 | 筷子基北灣      |            |
| 2021年8月7日後              | 青洲坊          |            |

## 路線資料

### 收費
| 收費類別     | 收費類別                      | 收費類別             | 費用 |
| ------------ | ----------------------------- | -------------------- | ---- |
| 現金         | 現金                          | 現金                 | $6.0 |
| 境外支付工具 | 支付寶（內地及香港）          | 支付寶（內地及香港） | $6.0 |
| 境外支付工具 | 雲閃付 非綁定澳門銀聯卡       |                      | $6.0 |
| 境外支付工具 | 微信支付（內地及香港）        |                      | $6.0 |
| 境外支付工具 | 交通聯合 非澳門發行的全國通卡 |                      | $6.0 |
| 境內支付工具 | 澳門通                        | 全民卡               | $4.0 |
| 境內支付工具 | 澳門通                        | 學生卡               | $2.0 |
| 境內支付工具 | 澳門通                        | 長者卡               | 免費 |
| 境內支付工具 | 澳門通                        | 殘疾卡               | 免費 |
| 境內支付工具 | 聚易用＋                      | 聚易用＋             | $4.0 |

### 服務時間及班距
| 服務時間                     | 星期一至五              | 例假日 （含公眾假期） |
| ---------------------------- | ----------------------- | --------------------- |
| 青洲坊總站                   | 07:00-09:30 17:00-19:30 | 停駛                  |
| 班距                         | 5-10分鐘                | 停駛                  |
| 懸掛8號風球後1小時開出尾班車 |                         |                       |

### 路線停站
| 5X   | 青洲坊 ↺ 皇朝 | 青洲坊 ↺ 皇朝          | 青洲坊 ↺ 皇朝 |
| 序號 | 循環線        | 循環線                 | 循環線        |
| 序號 | 站號          | 站名                   | 出入境口岸    |
| 1    | M20/3         | 青洲坊總站             | 青茂口岸      |
| 2    | M22           | 青洲／聖德蘭學校       |               |
| 3    | M31           | 白朗古／跑狗場         |               |
| 4    | M271          | 市政狗房               |               |
| 5    | M105          | 望廈炮台               |               |
| 6    | M272          | 愉景花園               |               |
| 7    | M46/2         | 鮑思高球場             |               |
| 8    | M117          | 羅理基／馬六甲街       |               |
| 9    | M264          | 勵庭海景酒店           |               |
| 10   | M257          | 新口岸／文化中心       |               |
| 11   | M251          | 捐血中心               |               |
| 12   | M263          | 仙德麗街               |               |
| 13   | M69/1         | 葡京酒店               |               |
| 14   | M160/1        | 十月一號前地           |               |
| 15   | M158/2        | 北京街／假日酒店       |               |
| 16   | M243          | 何賢公園               |               |
| 17   | M91           | 高士德／亞利鴉架街     |               |
| 18   | M94           | 沙梨頭南街／蘭花前地   |               |
| 19   | M108/1        | 俾若翰街／綠楊花園     |               |
| 20   | M95/2         | 沙梨頭北街／筷子基北灣 |               |
| 21   | M20/3         | 青洲坊總站             | 青茂口岸      |

### 賽車期間路線停站
| 5X   | 青洲坊 ↺ 皇朝 | 青洲坊 ↺ 皇朝          |
| 序號 | 循環線        | 循環線                 |
| 序號 | 站號          | 站名                   |
| 1    | M20           | 青洲坊總站             |
| 2    | M22           | 青洲／聖德蘭學校       |
| 3    | M31           | 白朗古／跑狗場         |
| 4    | M271          | 市政狗房               |
| 5    | M105          | 望廈炮台               |
| 6    | M272          | 愉景花園               |
| 7    | M46           | 鮑思高球場             |
| 8    | M117          | 羅理基／馬六甲街       |
| 9    | M264          | 勵庭海景酒店           |
| 10   | M257          | 新口岸／文化中心       |
| 11   | M251          | 捐血中心               |
| 12   | M243          | 何賢公園               |
| 13   | M91           | 高士德／亞利鴉架街     |
| 14   | M94           | 沙梨頭南街／蘭花前地   |
| 15   | M108          | 俾若翰街／綠楊花園     |
| 16   | M95           | 沙梨頭北街／筷子基北灣 |
| 17   | M20           | 青洲坊總站             |

## 客量
- 本線在2016年改線後與多線重疊。但尖峰時段，北區往返皇朝、新口岸需求大，且沿線部份路線候車乘客較多，導致本線也有一定的客流。
- 根據2020年公報，本線在2019年度尖峰時段共開出10,608班次，乘車人次為359,108人次，平均每班接載33.9人次。

## 趣事
- 本線名義上是5路線的快線，但事實上僅和5路線在「高士德／亞利鴉架街」同站。

## 圖片集

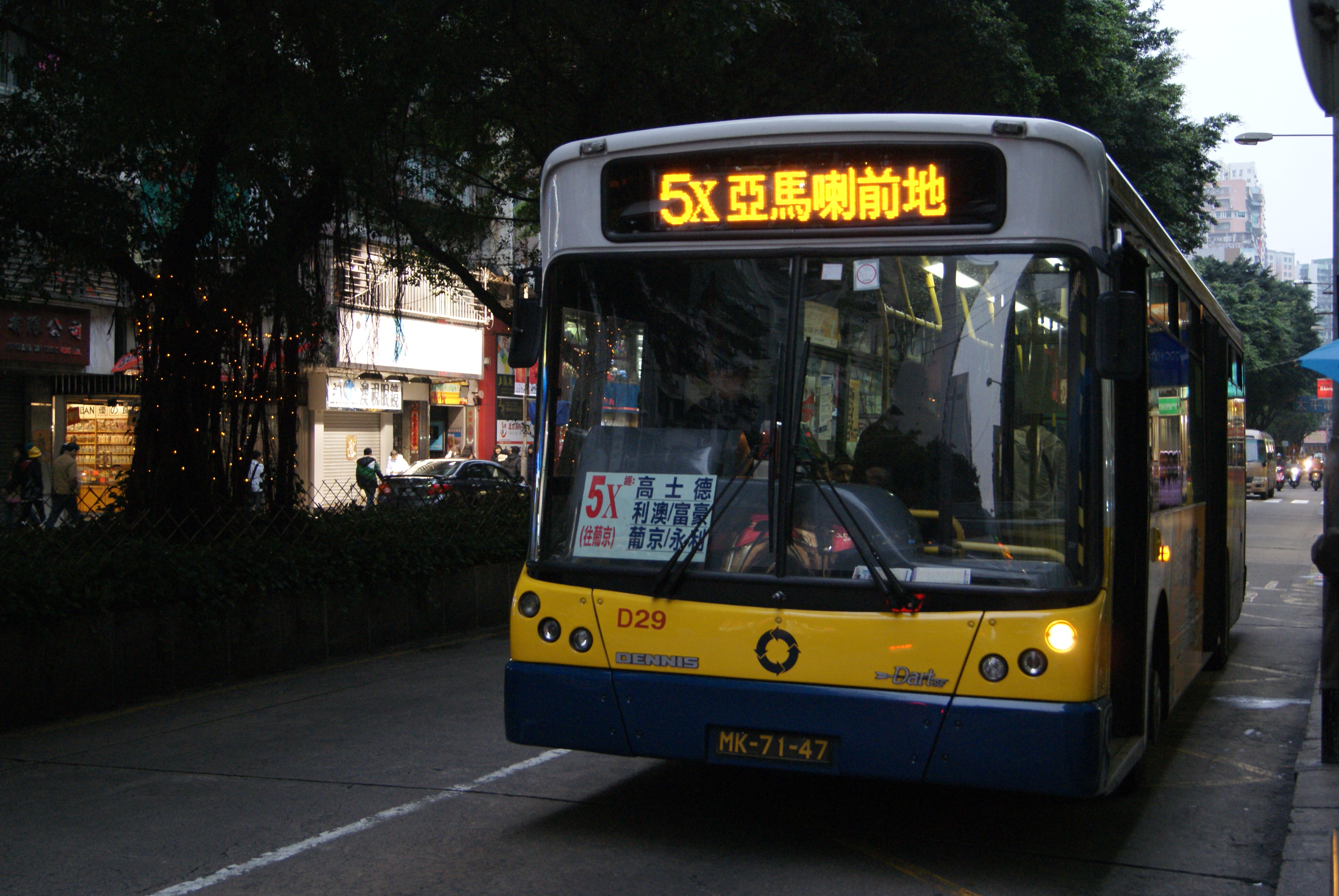
丹尼士飛鏢SLF
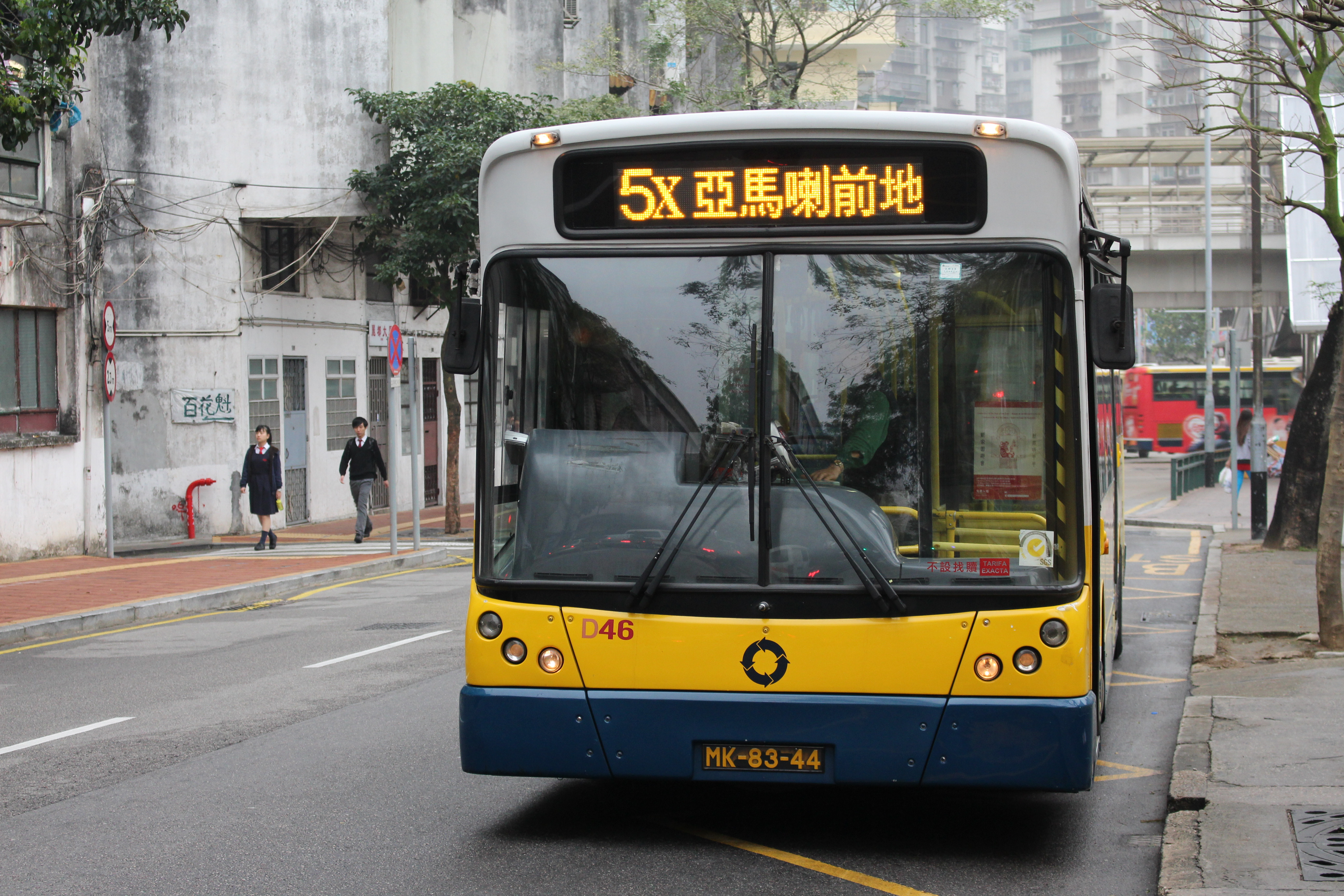
丹尼士飛鏢SLF
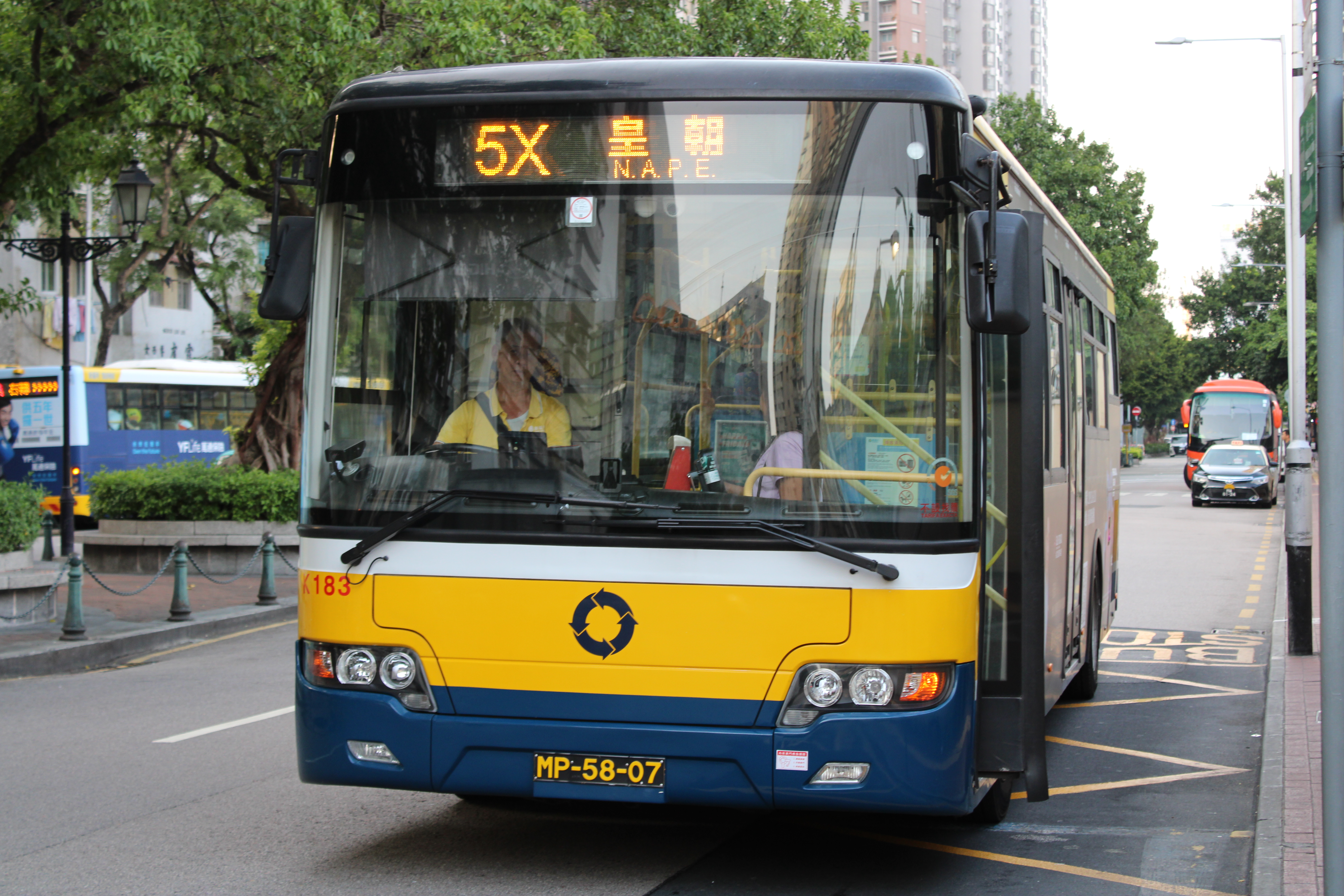
蘇州金龍KLQ6108GQ30
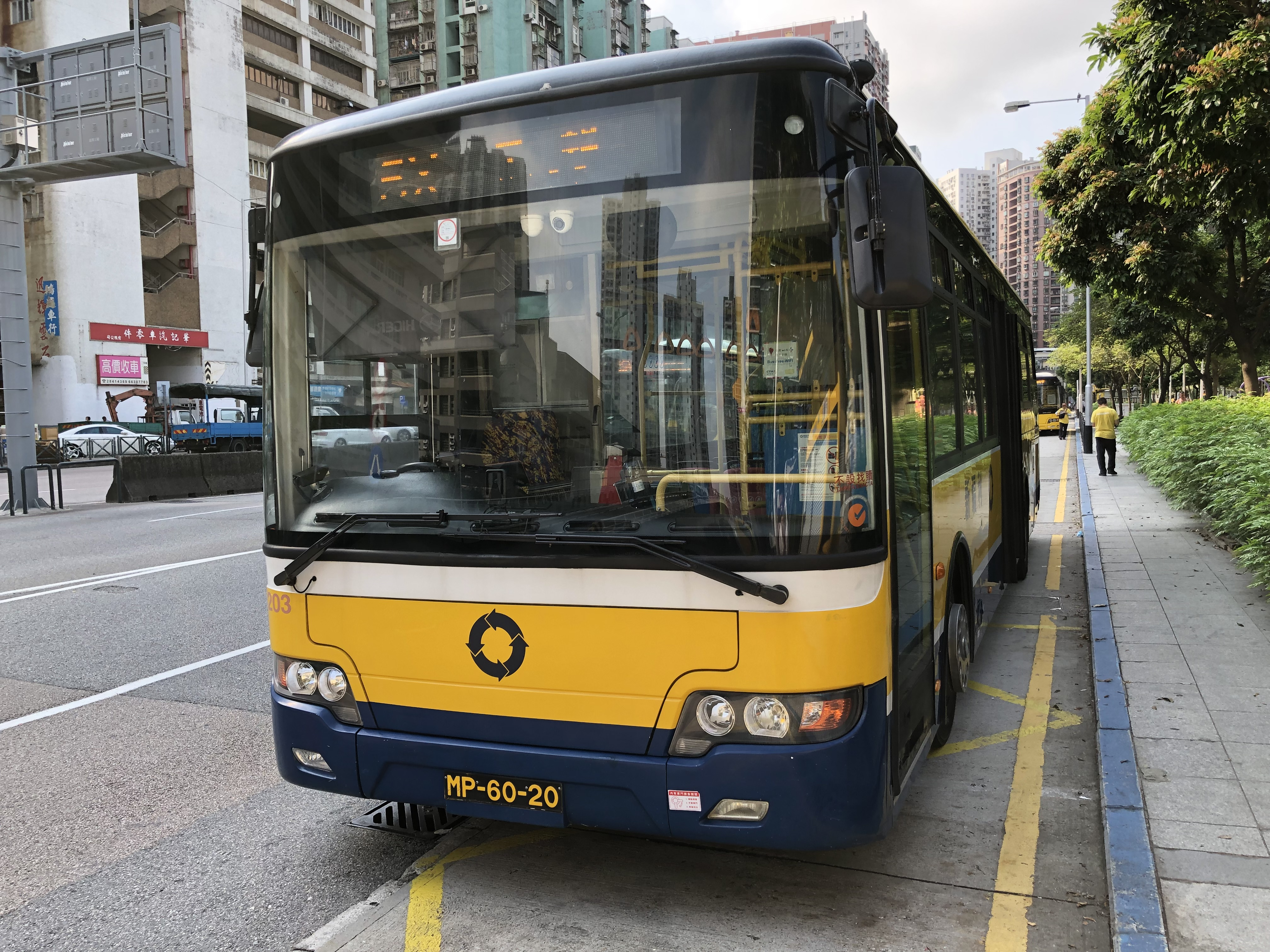
蘇州金龍KLQ6108GQ30
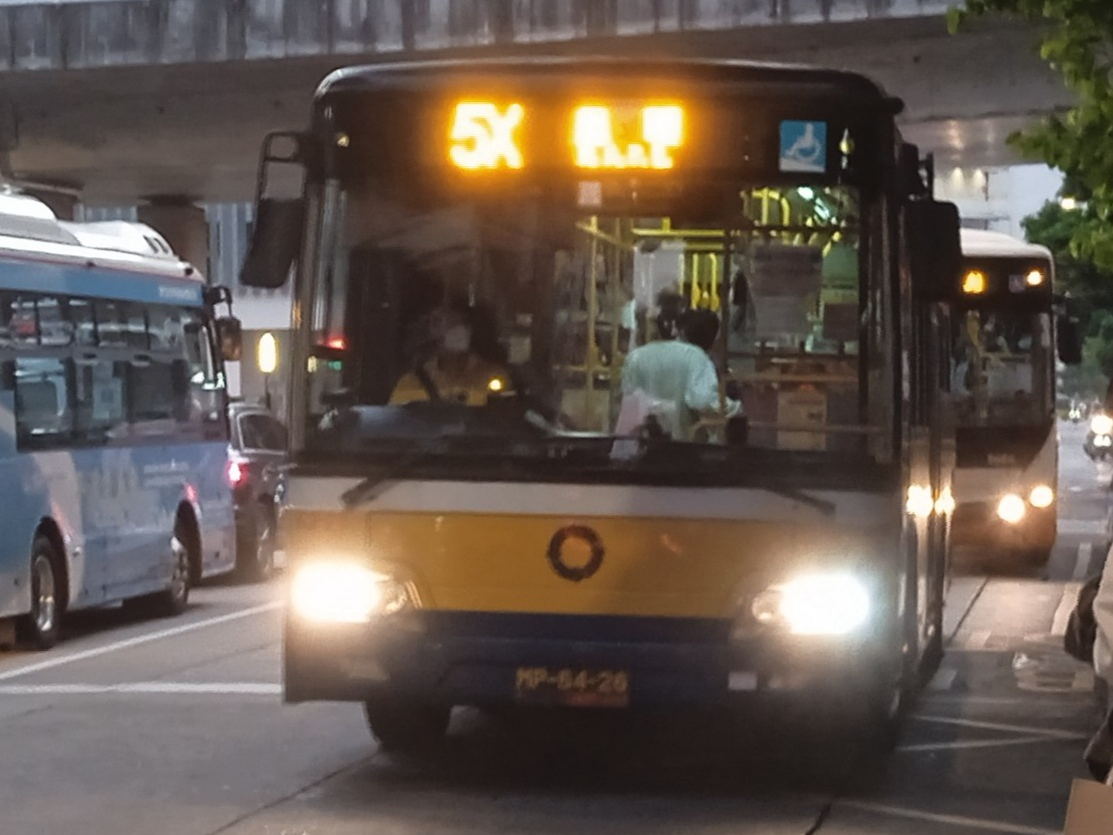
蘇州金龍KLQ6108GQ28
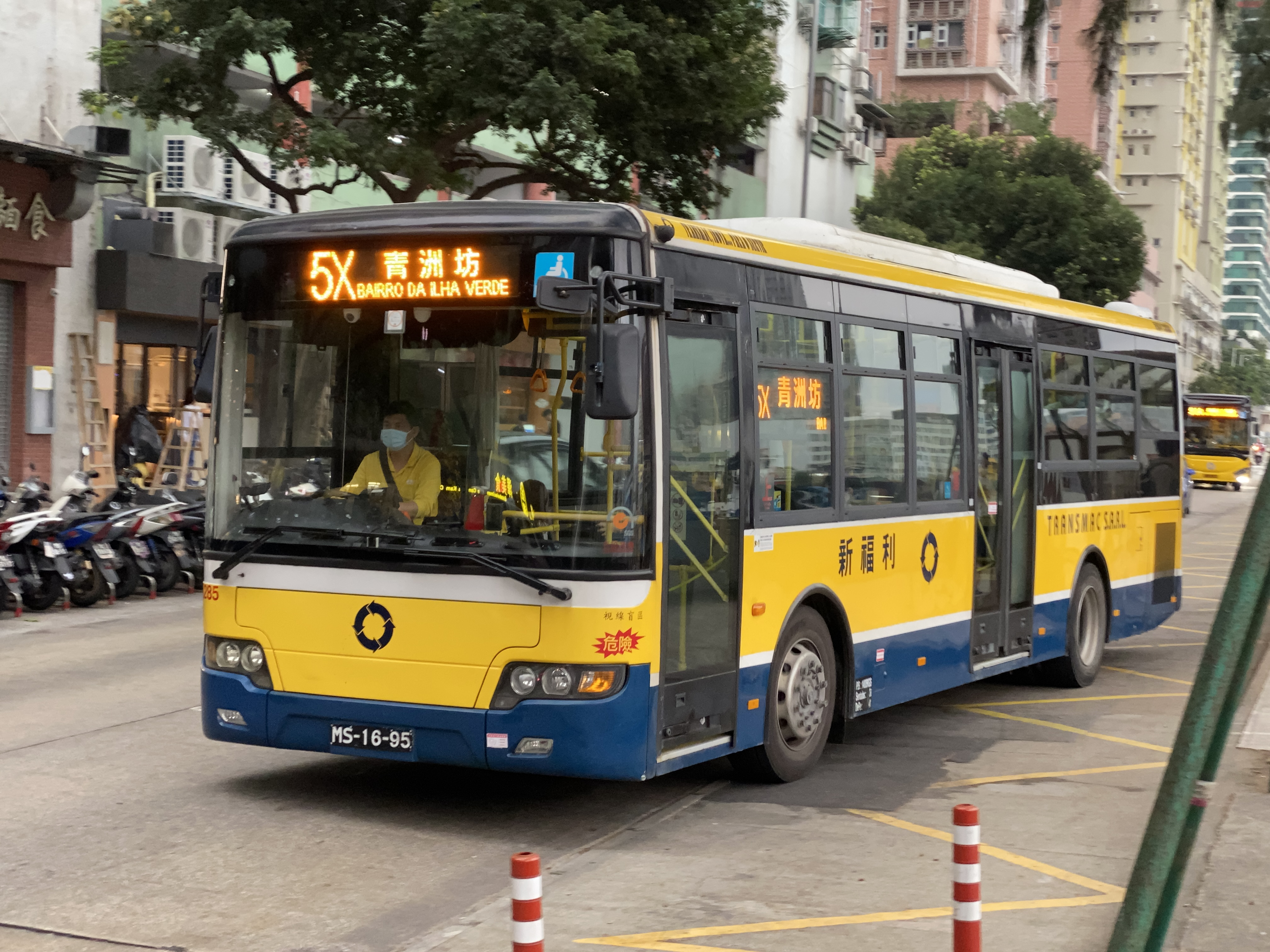
蘇州金龍KLQ6108GQ28E4
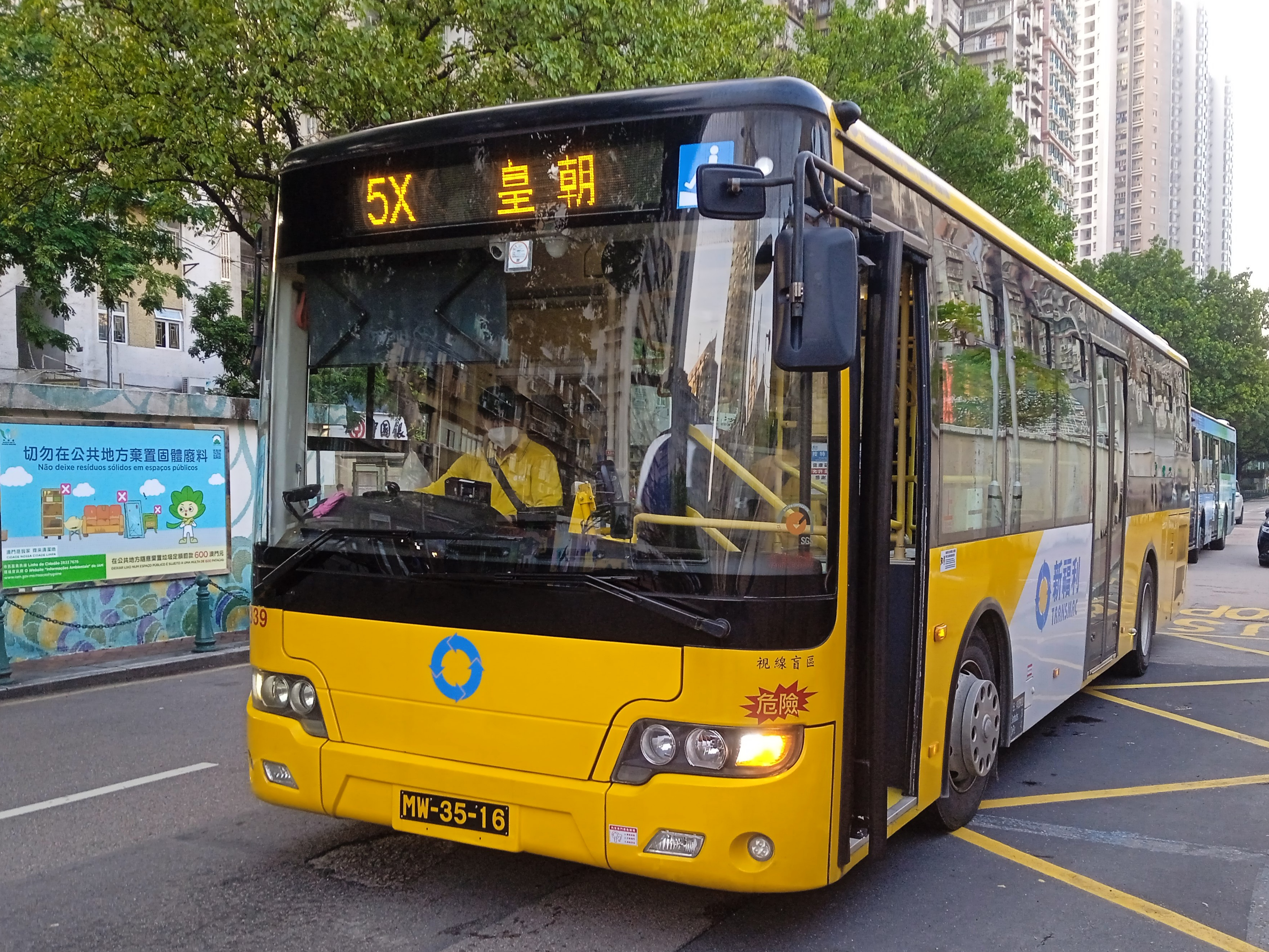
蘇州金龍KLQ6108GQ28E4
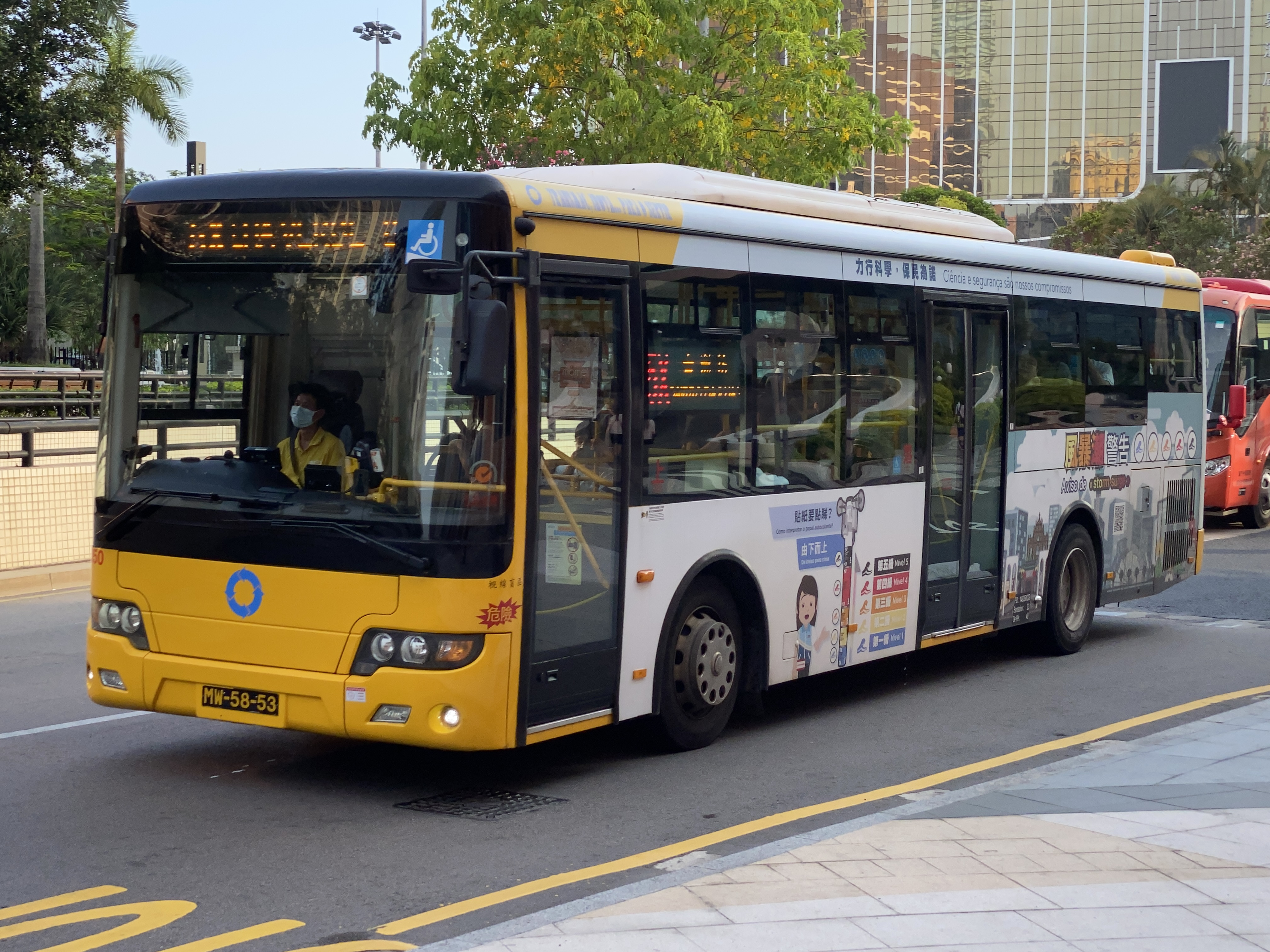
蘇州金龍KLQ6108GQE5
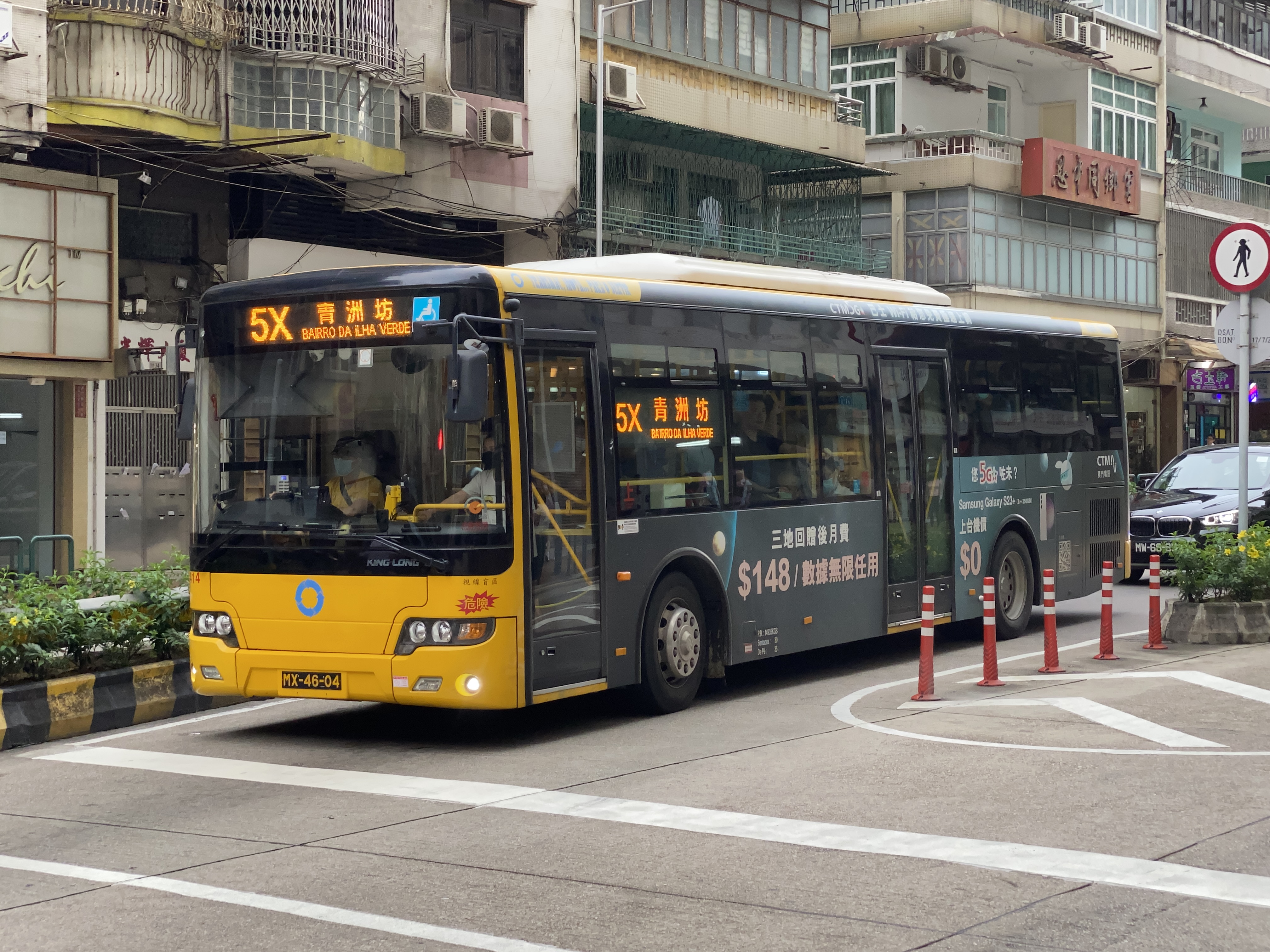
蘇州金龍KLQ6108GQE5
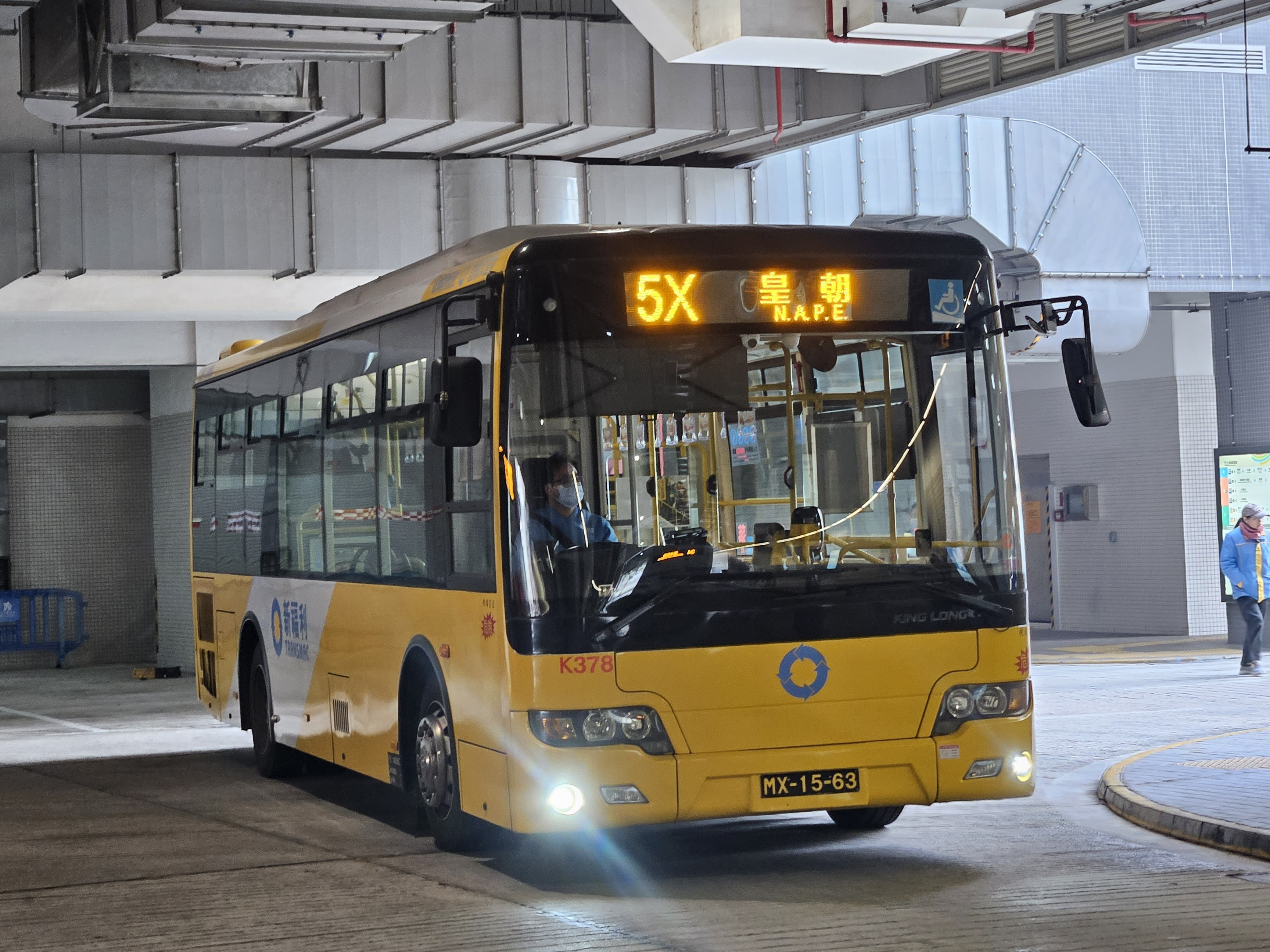
蘇州金龍KLQ6960GQE5
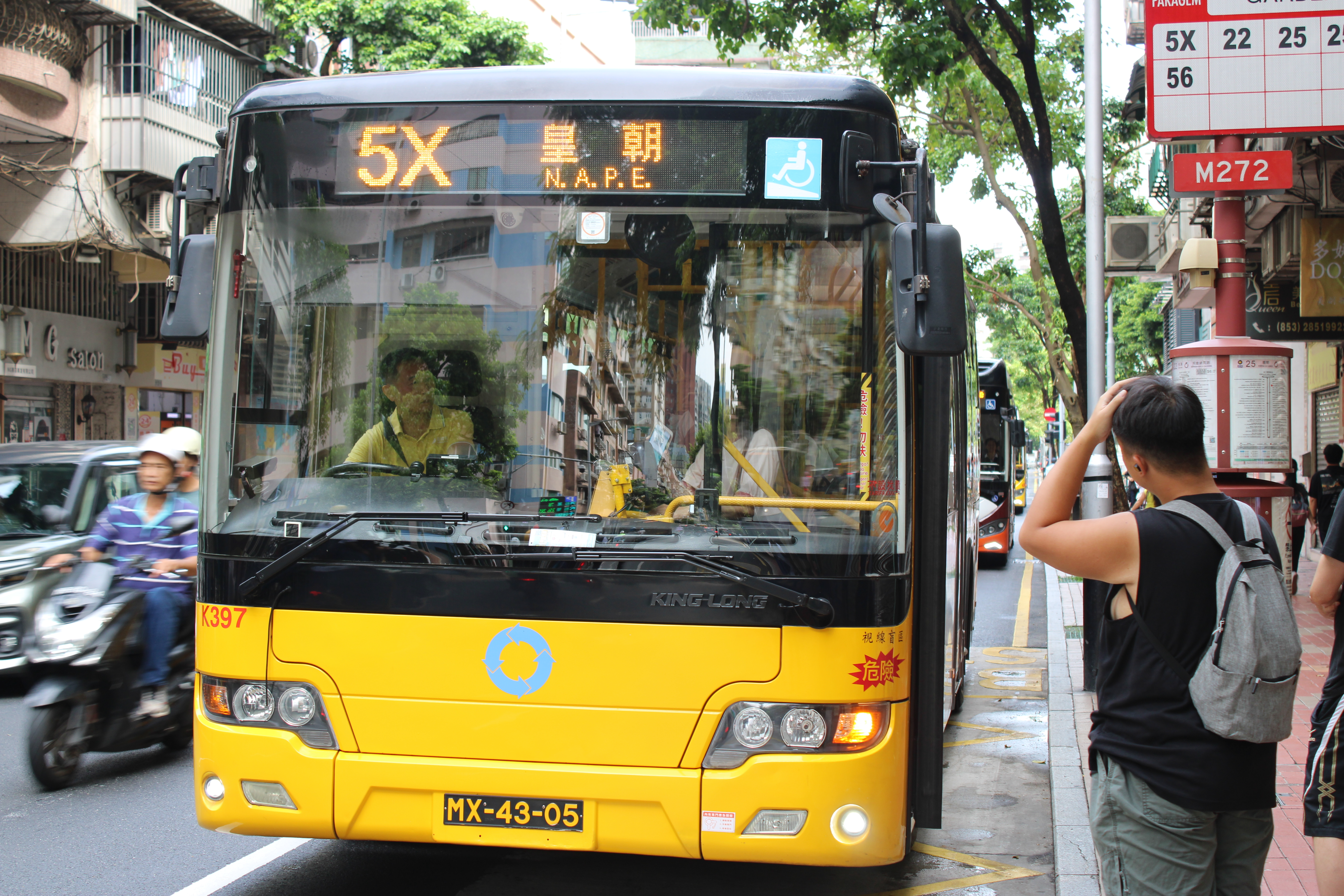
蘇州金龍KLQ6960GQE5
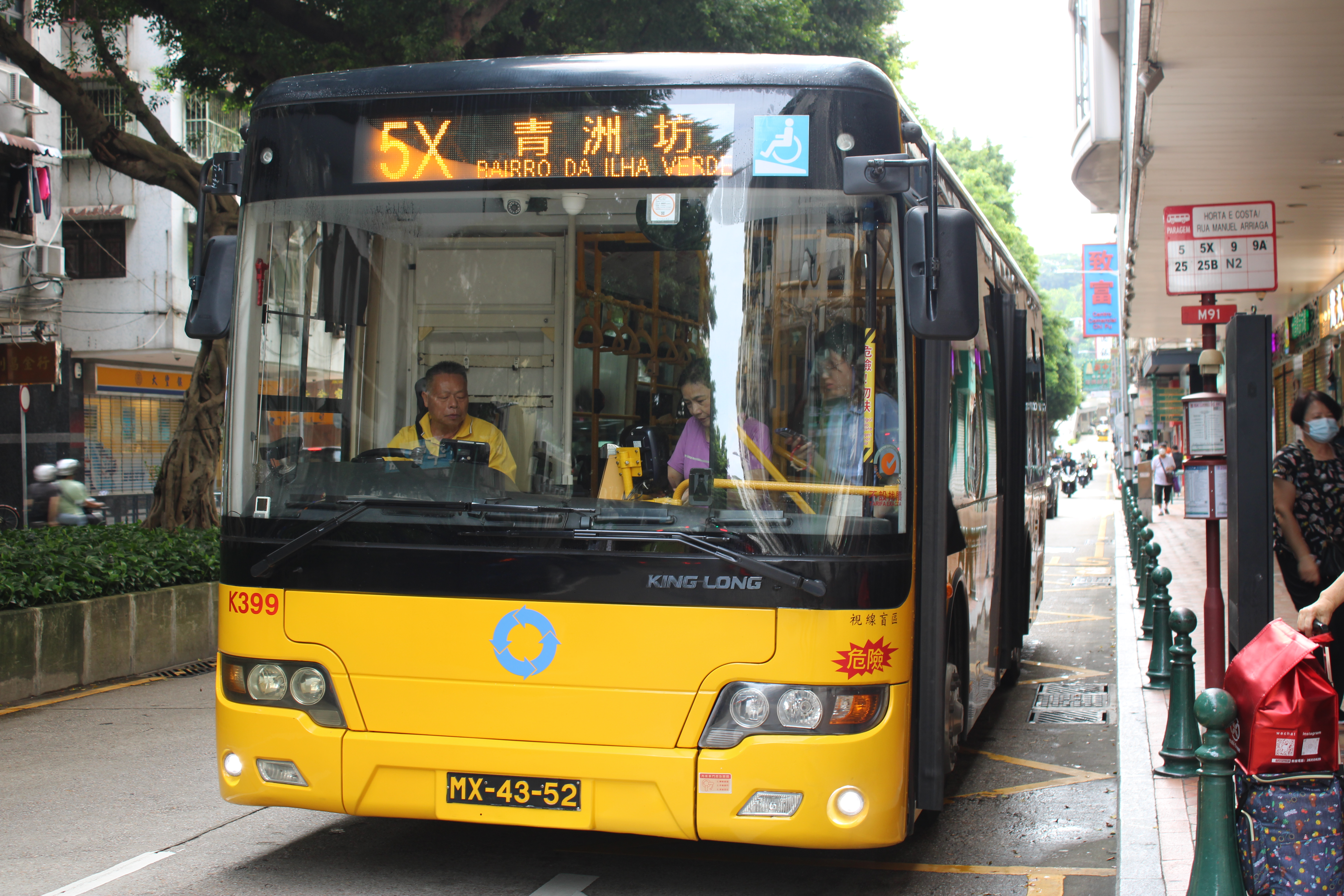
蘇州金龍KLQ6960GQE5
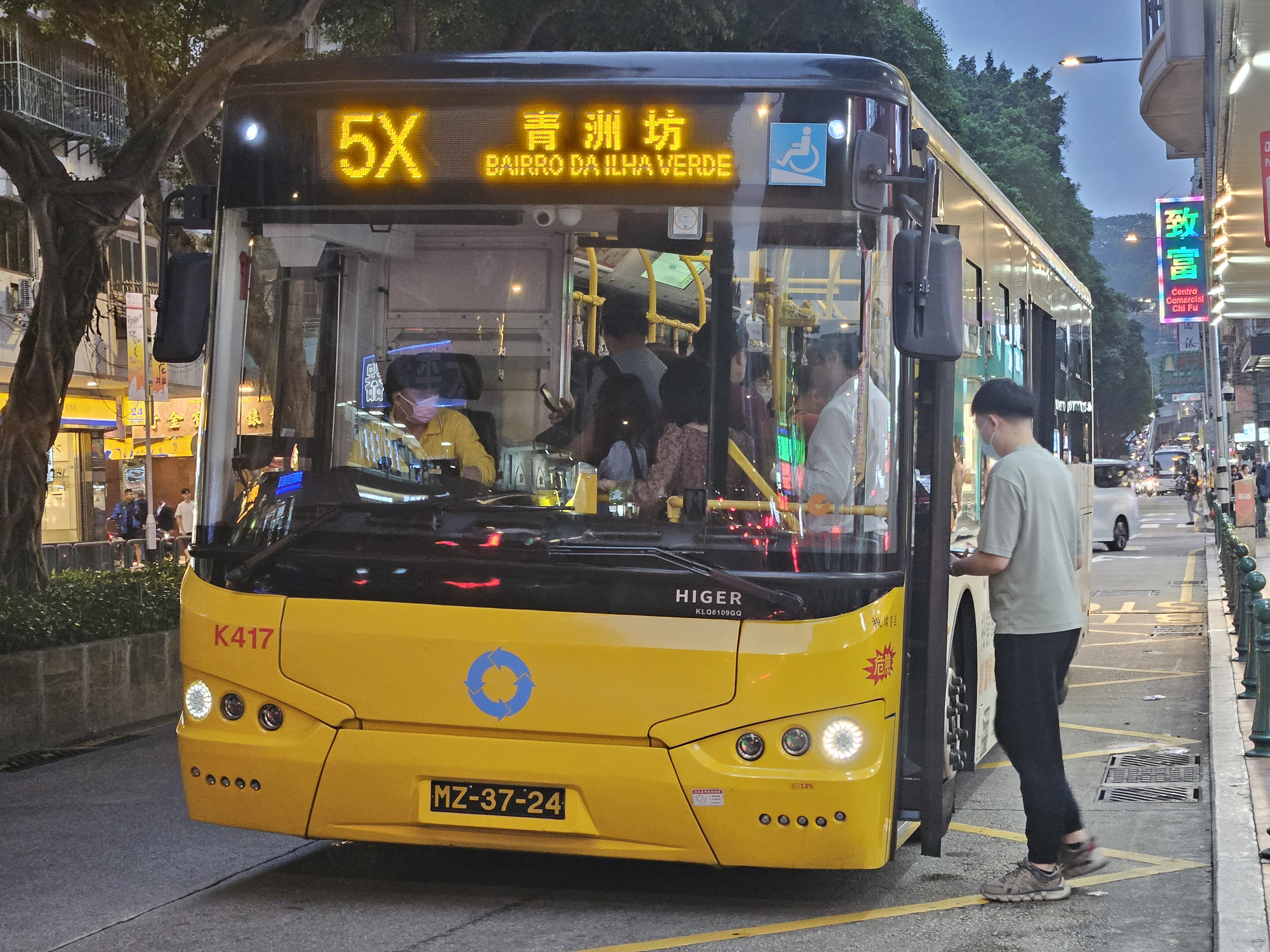
蘇州金龍KLQ6109GQ
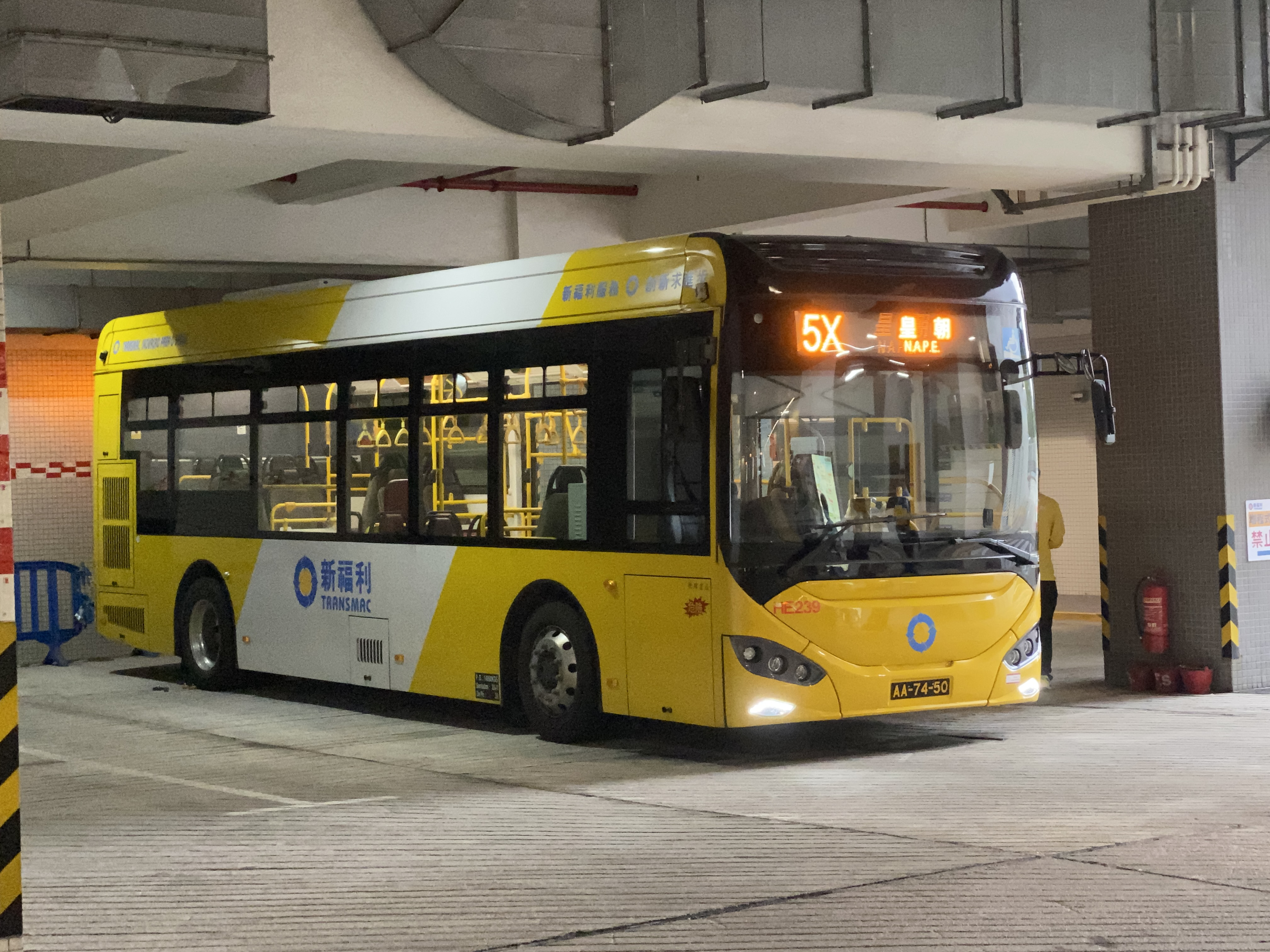
蘇州金龍KLQ6106GHEV
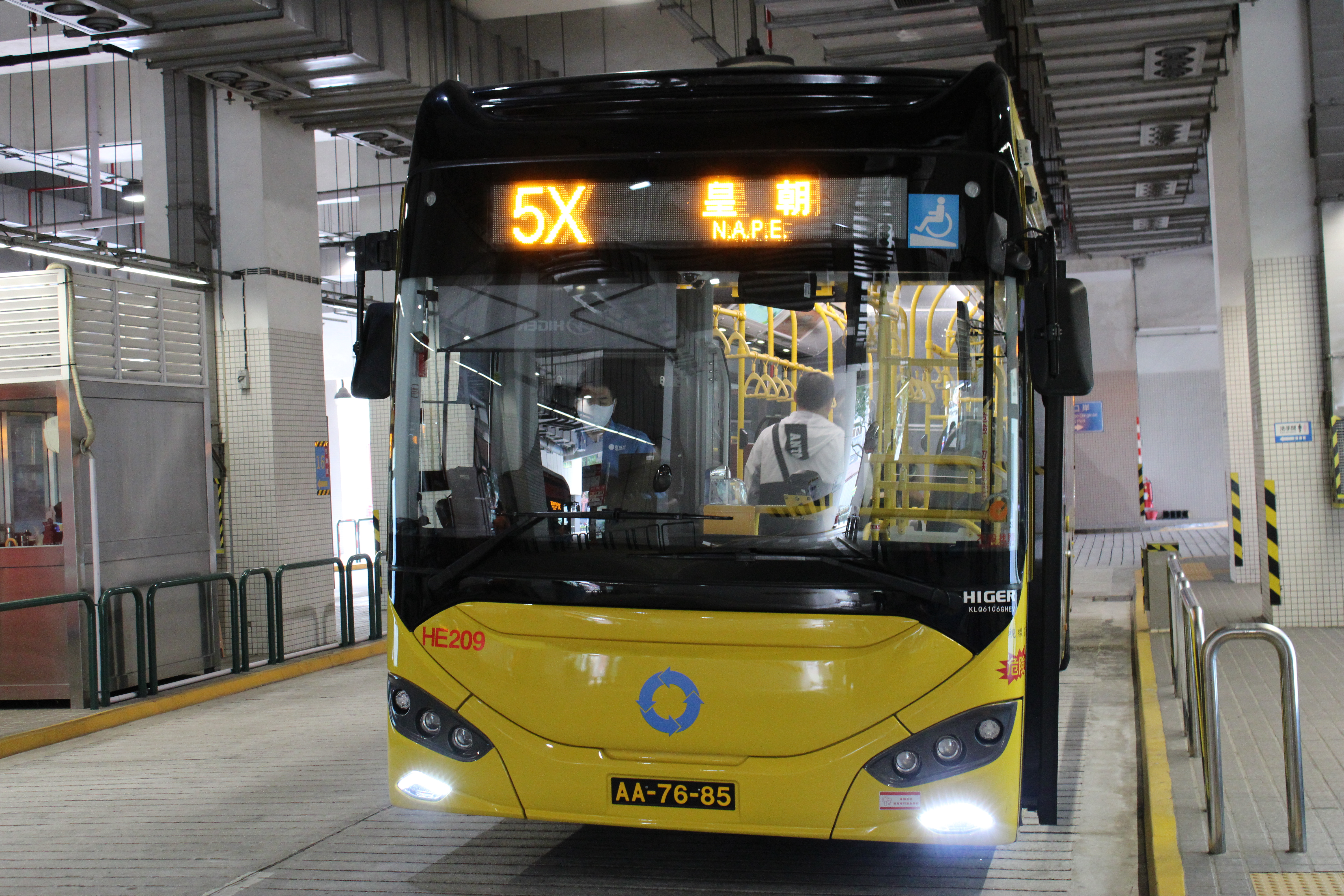
蘇州金龍KLQ6106GHEV
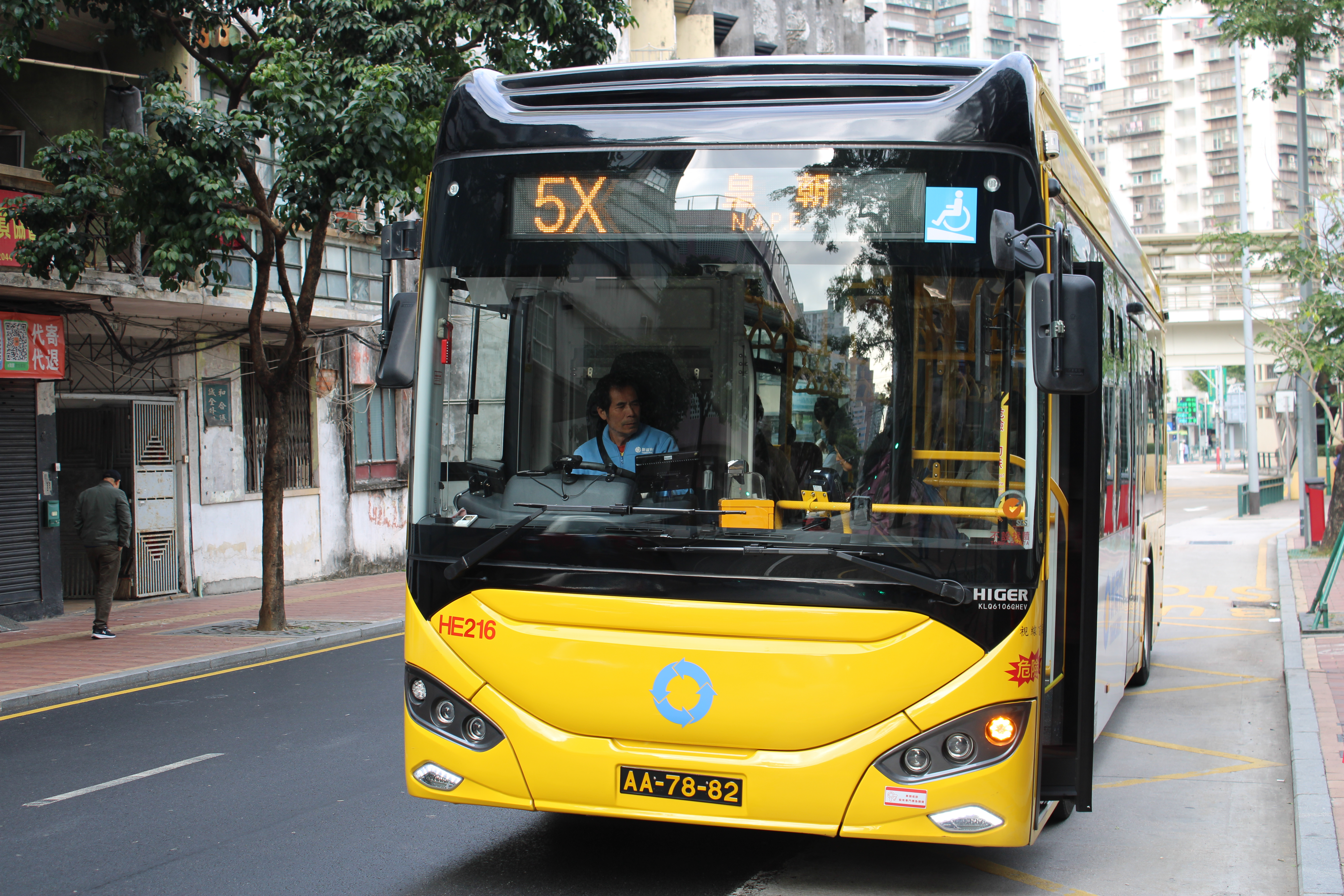
蘇州金龍KLQ6106GHEV
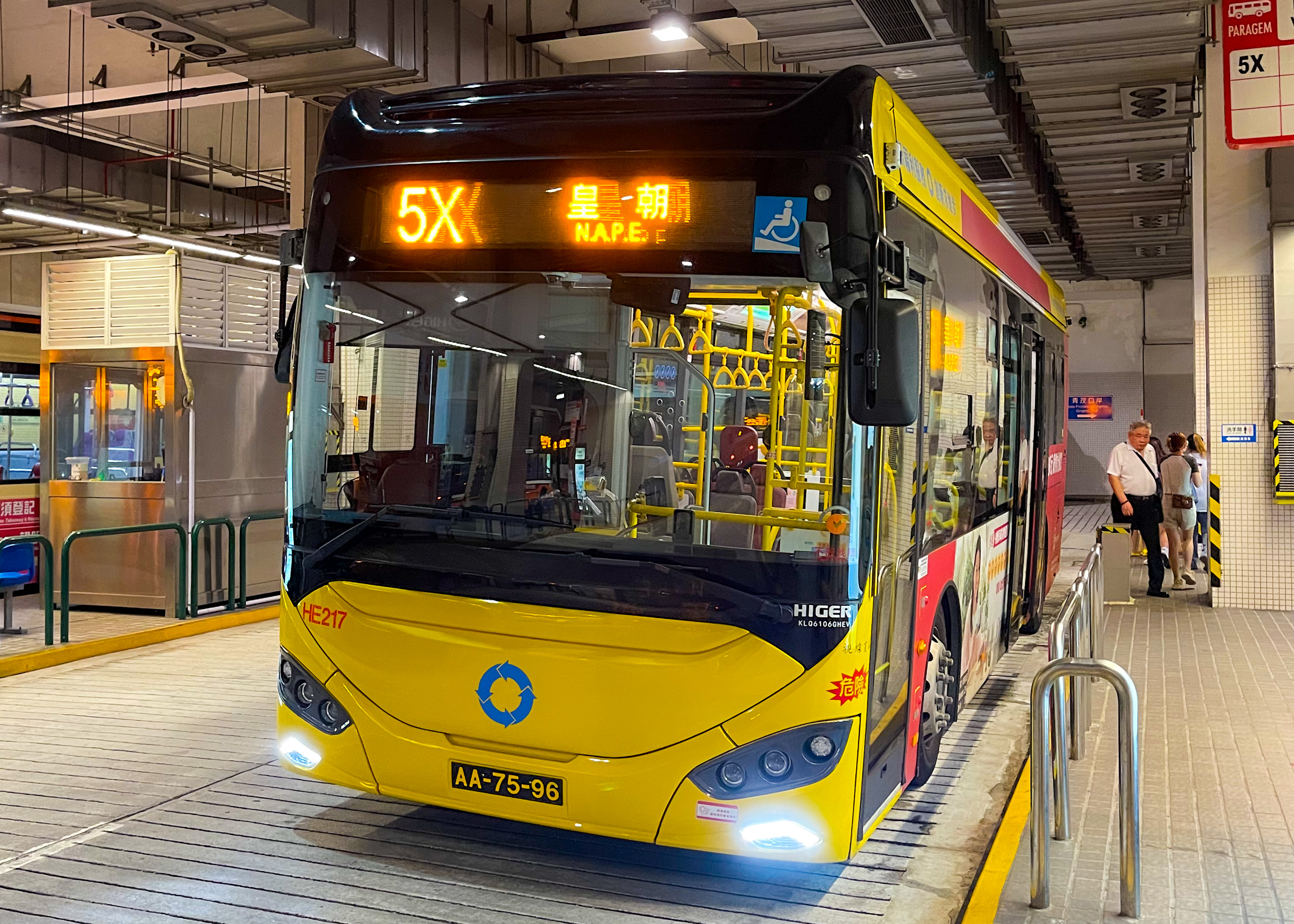
蘇州金龍KLQ6106GHEV
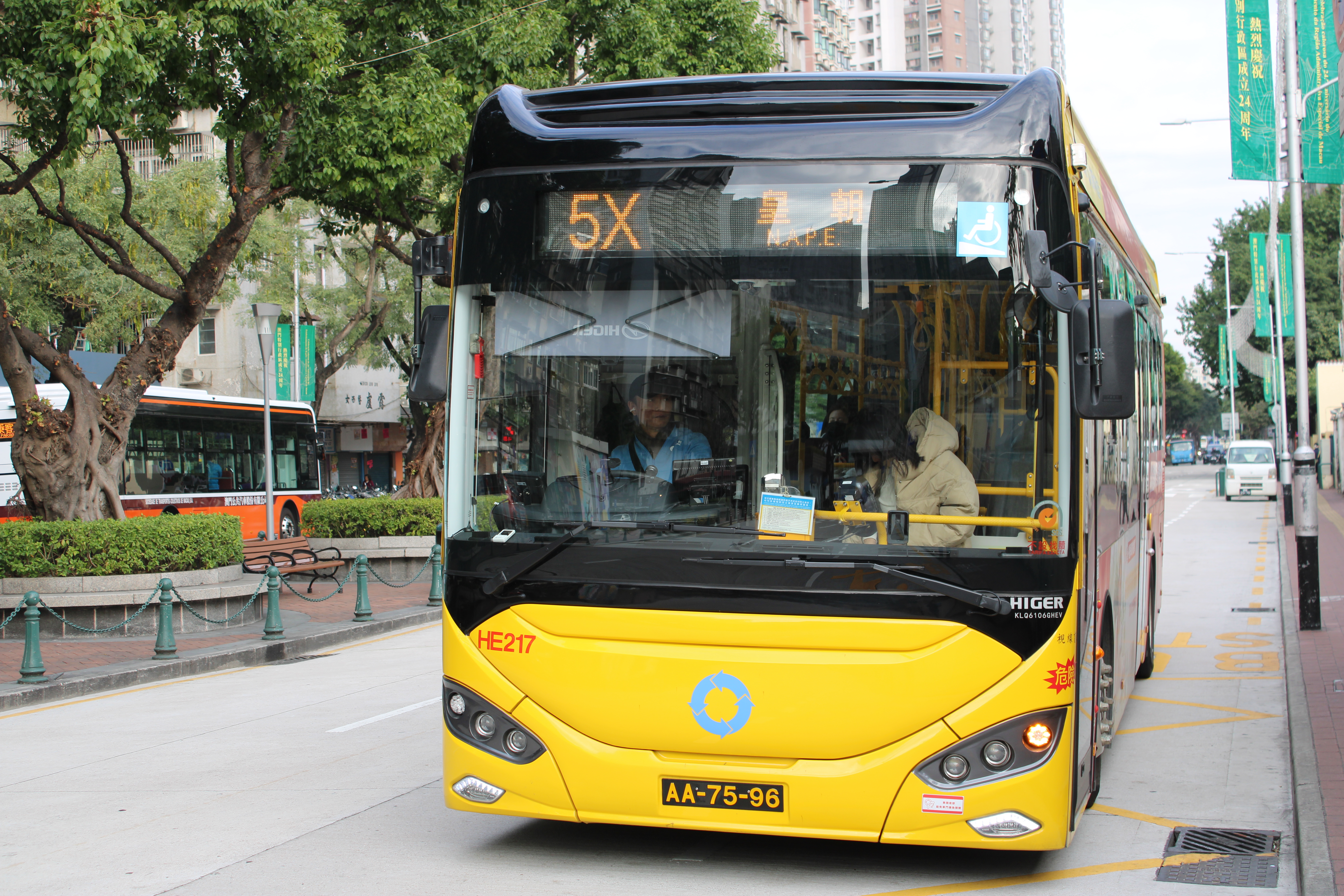
蘇州金龍KLQ6106GHEV
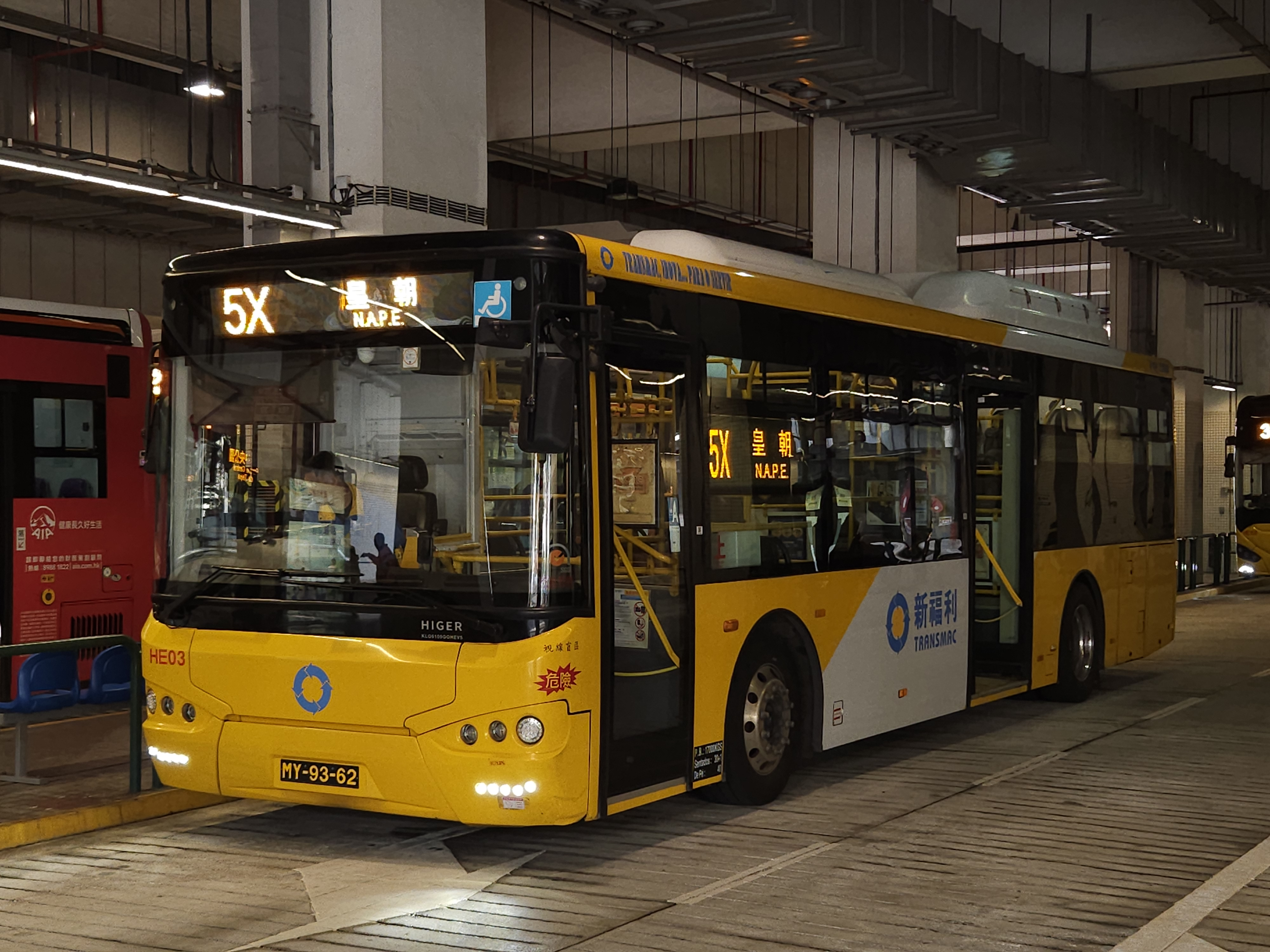
蘇州金龍KLQ6109GQHEV5
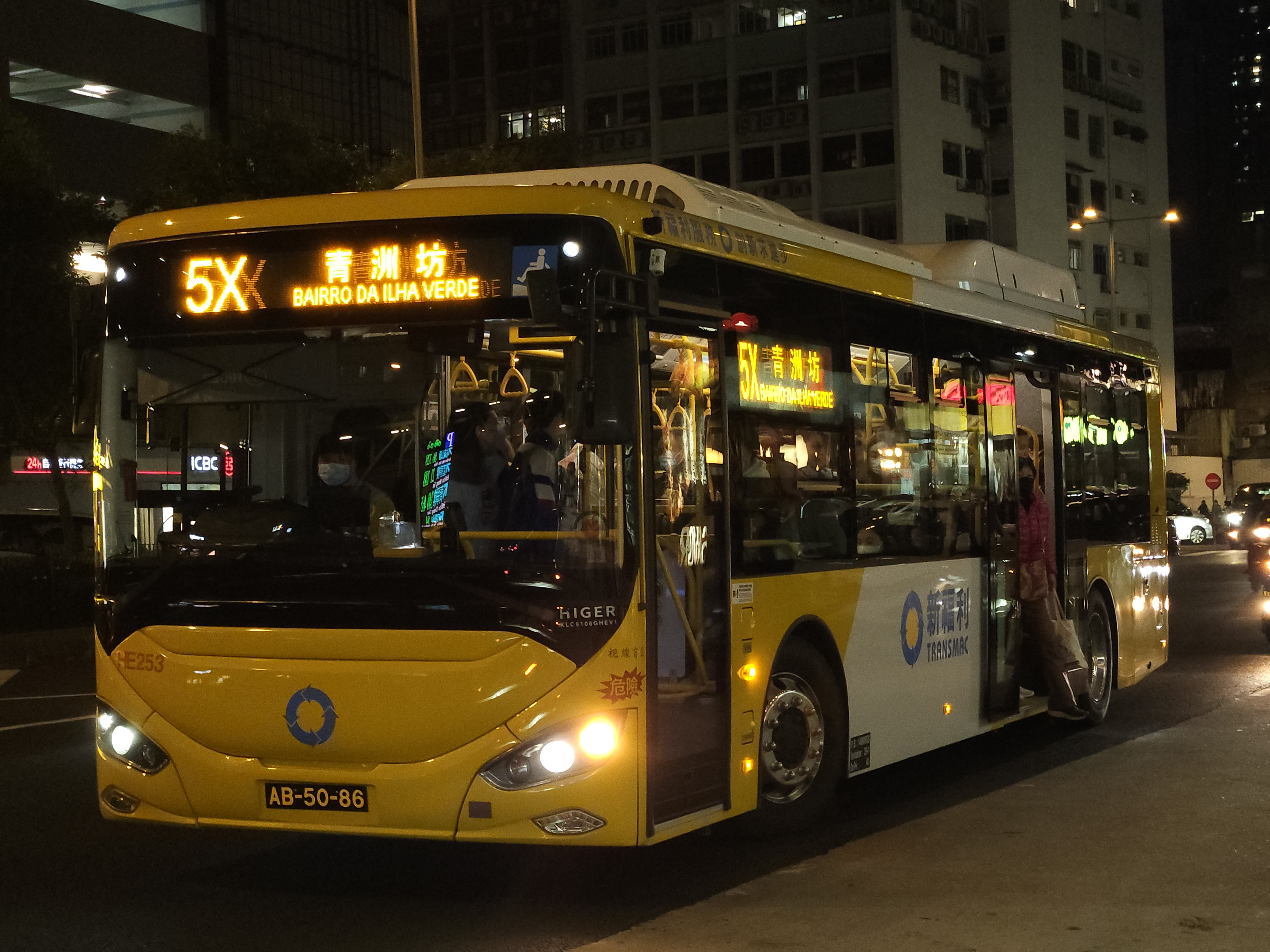
蘇州金龍KLQ6106GHEV1
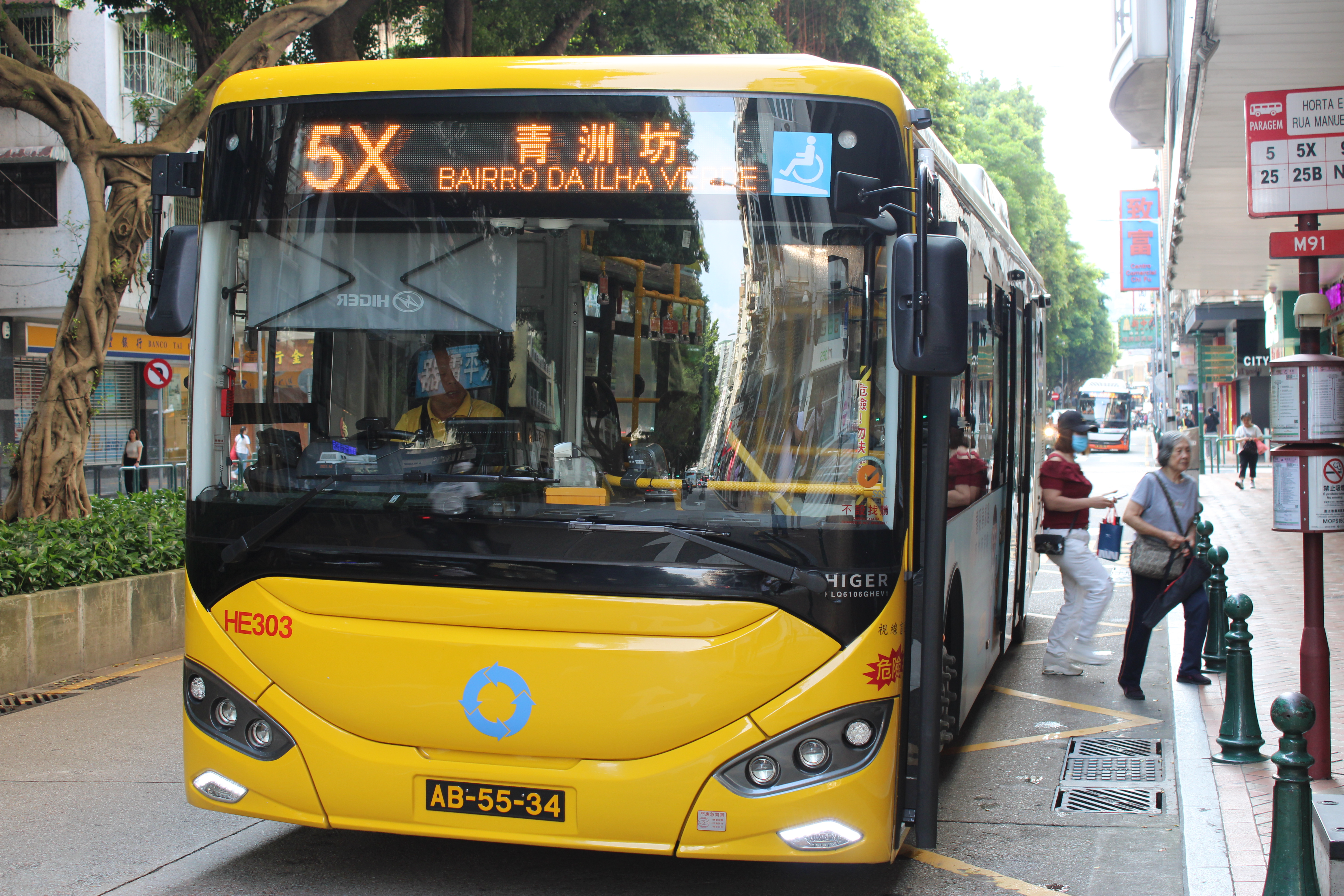
蘇州金龍KLQ6106GHEV1
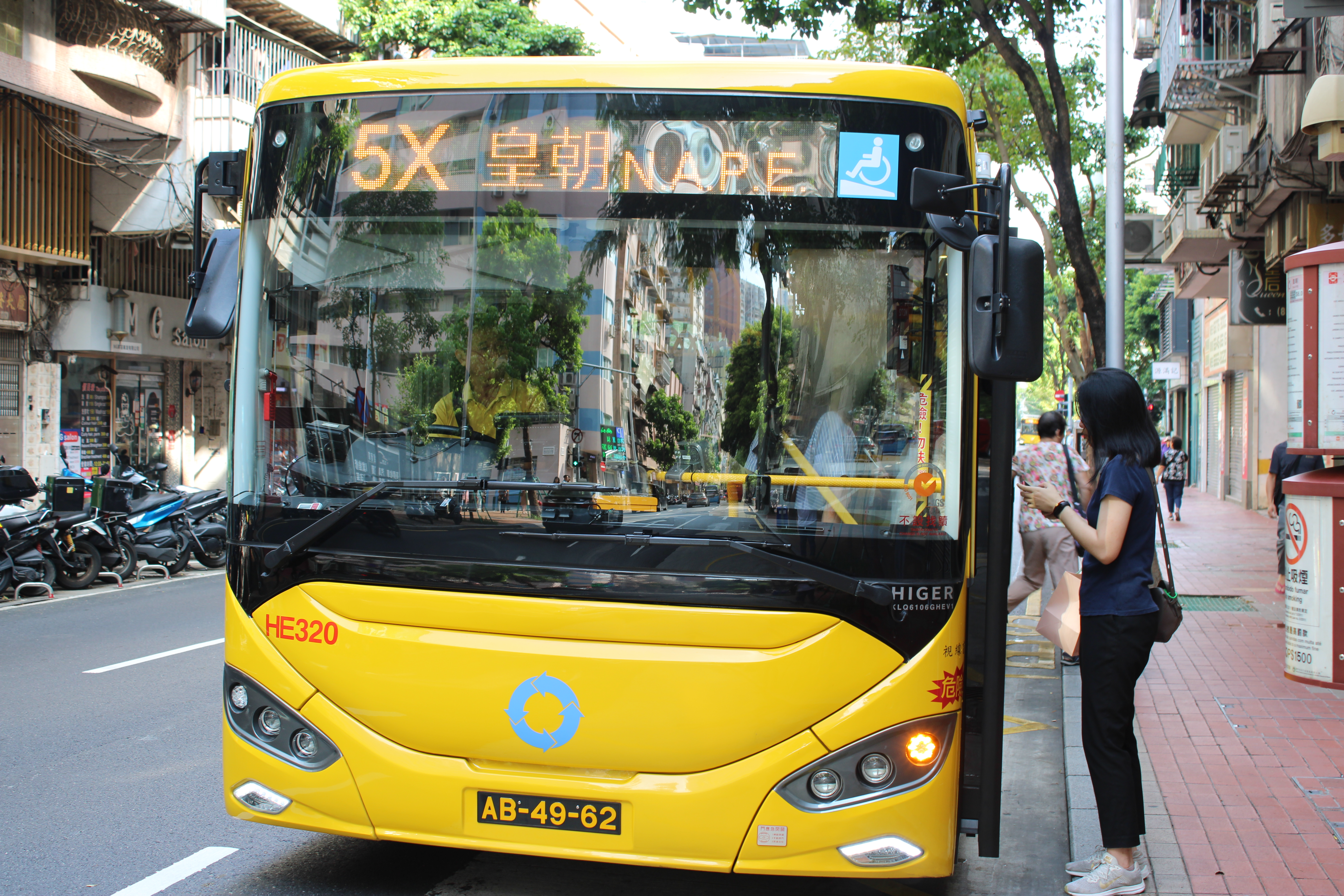
蘇州金龍KLQ6106GHEV1
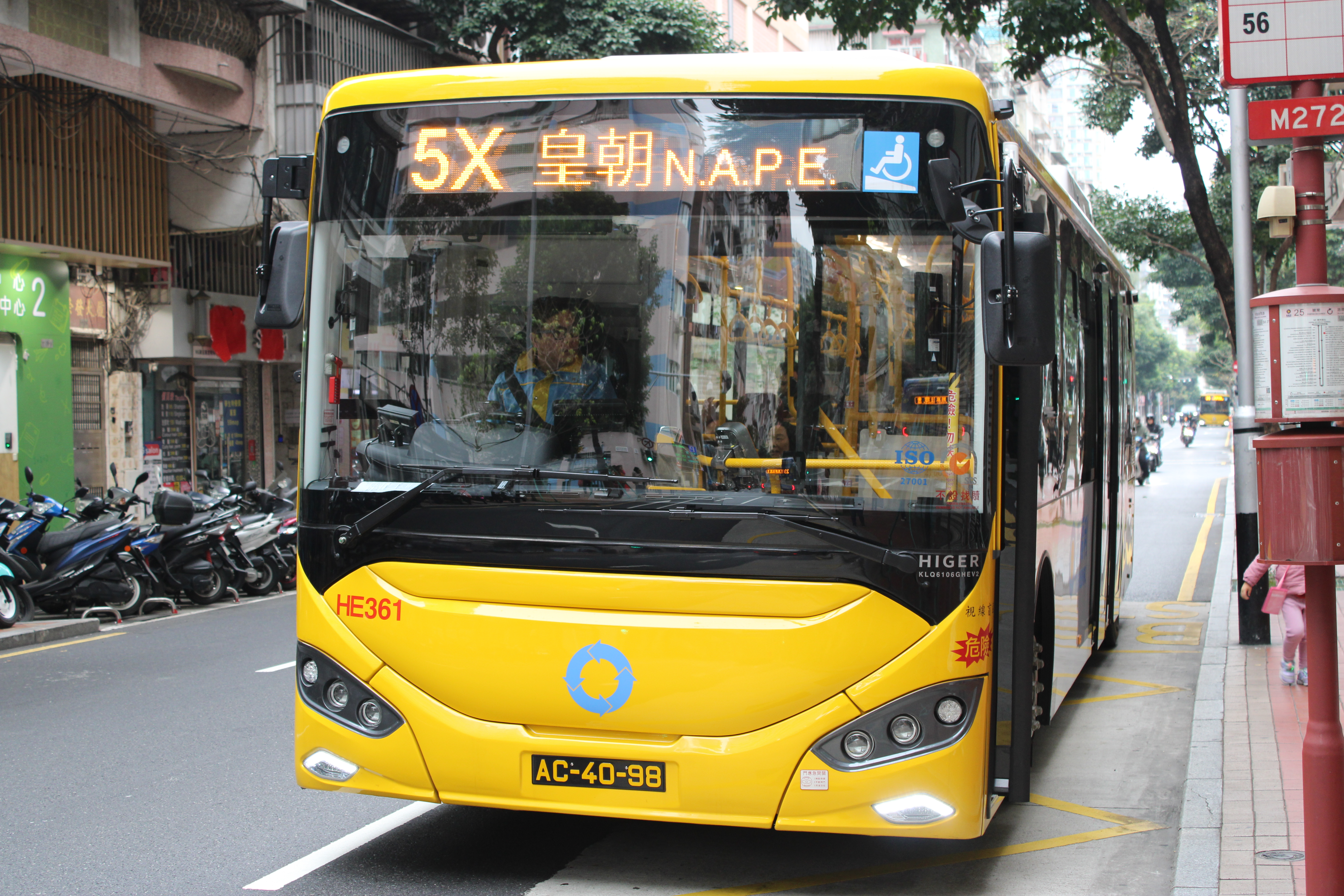
蘇州金龍KLQ6106GHEV2

## 外部連結
- 澳門新福利公共汽車有限公司（官方網站） （页面存档备份，存于）